# Itaara
Itaara là một đô thị thuộc bang Rio Grande do Sul, Brasil. Đô thị này có diện tích 171,079 km², dân số năm 2007 là 4633 người, mật độ 27,08 người/km².